# Cartel de Cáli
O Cartel de Cáli era um cartel de drogas,  situado na região sul da Colômbia, ao redor da cidade de Cáli, chefiado pelos irmãos Gilberto e Miguel Rodríguez Orejuela.
De acordo com algumas estimativas o Cartel de Cali controlou 80% das exportações de cocaína da Colômbia (após a separação do Cartel de Medellín devido a morte e captura de seus líderes entre eles o mais conhecido: Pablo Escobar) para os Estados Unidos.
Gilberto Rodríguez Orejuela fundou o Cartel de Cali em 1977 em conjunto com José Santacruz Londoño.

## Limpeza social
O Cartel de Cali participou em operações de "limpeza social", matando centenas de "indesejáveis". Os indesejáveis incluíam prostitutas, crianças de rua, pequenos ladrões, homossexuais e sem-teto. O Cartel de Cali formou esquadrões da morte, chamados "grupos de limpieza social", que mataram centenas deles. Muitos dos corpos das pessoas assassinadas foram encontrados no Rio Cauca.

## Guerra contra os guerrilheiros
Na década de 1990, as Forças Armadas Revolucionárias da Colômbia (FARC) sequestraram traficantes de drogas para exigir resgates do cartel de Cali como refém. Este último reagiu raptando ou assassinando militantes de esquerda, a fim de forçar os guerrilheiros a deixarem de atacar o tráfico de droga.

## Eliminação de Pablo Escobar
Em 1992, os líderes do Cartel de Cali se reuniram com um representante do presidente César Gaviria, o procurador-geral Gustavo de Greiff e os chefes da Polícia Nacional Colombiana para localizar e matar Pablo Escobar. O cartel de Cali financiou então uma rede de escutas telefónicas e o desenvolvimento de uma técnica de localização electrónica. Localizado em dezembro de 1993, Escobar foi morto por um comando de dez policiais, cada um recebendo US$ 1 milhão do Cartel.

## Desmantelamento do cartel
O desmantelamento do Cartel de Cali ocorreu em paralelo com a evolução do Julgamento 8000, que revelou a relação entre o Partido Liberal, de onde veio o governo, e os cartéis de drogas. Para alguns observadores, o Cartel foi deliberadamente desmantelado a fim de dar ao governo "provas" de sua boa fé na luta contra o tráfico de drogas (vários ministros e o próprio presidente Ernesto Samper foram diretamente comprometidos nas revelações) em troca de condições privilegiadas de detenção, promessas de não extradição e a possibilidade de desfrutar de sua riqueza após sua libertação. O principal opositor de Ernesto Samper, Andrés Pastrana, também recebeu financiamento do Cartel de Cali, de acordo com declarações do ex-presidente colombiano Cesar Gaviria.
O escândalo foi provocado pouco depois da eleição presidencial de junho de 1994 pela liberação de uma gravação em áudio na qual os irmãos Miguel e Gilberto Rodriguez falaram de seu apoio financeiro ao candidato liberal, presidente eleito, Ernesto Samper. Em 1º de março de 1995, os Estados Unidos emitiram uma "certificação condicional" para a Colômbia, criticando-a por não combater seriamente o tráfico de drogas. No dia seguinte, Jorge Eliécer Rodriguez, irmão de Miguel e Gilberto, foi preso. Em junho, o presidente do Partido Liberal, Eduardo Mestre, foi preso e cerca de dez parlamentares foram implicados em suas relações com o Cartel de Cali. Em 9 de junho, Gilberto Rodriguez foi preso. Em 4 de julho, José Santacruz foi preso, enquanto a revista Semana, alguns dias antes, relatou um golpe militar em preparação. Em 26 de julho, o tesoureiro do Partido Liberal Santiago Medina foi preso, que reconheceu ter recebido somas consideráveis do Cartel e também implicou o presidente e seu braço direito, o ministro da Defesa Fernando Botero. Em 5 de agosto, foi divulgada a gravação de uma conversa telefônica entre Ernesto Samper e Elizabeth Montoya, membro do Cartel de Cali. No dia seguinte, Miguel Rodríguez foi detido.